# دانته کاپلی
دانته کاپلی (ایتالیایی: Dante Cappelli؛ ‏ ۶ ژانویهٔ ۱۸۶۶ – ۱۲ مهٔ ۱۹۴۸) هنرپیشه، و کارگردان فیلم اهل ایتالیا بود.
از فیلم‌ها یا برنامه‌های تلویزیونی که وی در آن نقش داشته‌است می‌توان به عشق ابدی، مکبث و آینه اسرارآمیز اشاره کرد.